# 1126
Năm 1126 là một năm trong lịch Julius.

## Mất
- ? - Đồng Quán, hoạn quan và tướng quân nhà Bắc Tống trong lịch sử Trung Quốc